# ОШ Јосиф Костић Лесковац
ОШ „Јосиф Костић” у Лесковцу, једна је од установа основног образовања на територији града Лесковца.

## Историјат
Школа је основана 1854. године када је подигнута нова зграда у дворишту лесковачке цркве. Лесковчани су је називали Ча Митина школа по првом школованом учитељу Мити Николићу који је службовао у граду. У ту школу, 1868. године, дошао је млади учитељ, Јосиф Костић. Он је наставу у лесковачкој школи организовао на народном српском језику, модернизовао је и утемељио на новим наставним принципима. Поделио је школу на разреде и одељења и први увео школовање женске деце у Лесковцу.
Нова школска зграда, у којој се и данас ради, отворила је своја врата ученицима школске 1904/1905. године. Школа је подигнута у част стогодишњице Првог српског устанка и добила име по Јосифу Костићу. 

## Школа данас
Данас школа код цркве има више од 1000 ученика распоређених у 38 одељења, са продуженим боравком за ученике првог и другог разреда. Наставу изводи 19 учитеља и 49 наставника и стручних сарадника у 20 учионица, информатичком кабинету, мултимедијалној учионици, музичком кабинету, две радионице за техничко образовање. Школа располаже и фискултурном салом, стоматолошком ординацијом и трпезаријом. Све учионице су опремљене новим намештајем, реконструисана је електро-мрежа, има могућност приступа интернету у свакој учионици. 
У школи се поред обавезних одвијају и бројни ваннаставни садржаји, док ученици постижу запажене резултате на такмичењима у знању, спорту и на конкурсима. Школски лист Ђачке стазе излази више пута годишње и у њему се објављују најлепше литерарни радови и обавештења о дешавањима у школи.
Школа има велики број тимова који реализују циљеве и задатке који проистичу из многобројних редовних активности и разних пројеката. До сада је ОШ „Јосиф Костић” била учесник у пројектима: Школа без насиља, ДИЛС-ов пројекат и тренутно актуелан пројекат професионалне оријентације за ученике седмог и осмог разреда.